# Tsend-Ochiryn Tsogtbaatar
Tsend-Ochiryn Tsogtbaatar (Bayanhongor, 16 de marzo de 1996) es un deportista mongol que compite en judo.
Participó en dos Juegos Olímpicos de Verano en los años 2016 y 2020, obteniendo una medalla de bronce en Tokio 2020 en la categoría de –73 kg. En los Juegos Asiáticos de 2022 consiguió una medalla de bronce.
Ganó una medalla de oro en el Campeonato Mundial de Judo de 2022 y dos medallas en el Campeonato Asiático de Judo en los años 2016 y 2019.

## Palmarés internacional
| Juegos Olímpicos    | Juegos Olímpicos     | Juegos Olímpicos  | Juegos Olímpicos |
| Año                 | Lugar                | Medalla           | Categoría        |
| ------------------- | -------------------- | ----------------- | ---------------- |
| 2020                | Tokio (Japón)        | Medalla de bronce | –73 kg           |
| Campeonato Mundial  |                      |                   |                  |
| Año                 | Lugar                | Medalla           | Categoría        |
| 2022                | Taskent (Uzbekistán) | Medalla de oro    | –73 kg           |
| Juegos Asiáticos    |                      |                   |                  |
| Año                 | Lugar                | Medalla           | Categoría        |
| 2022                | Hangzhou (China)     | Medalla de bronce | –73 kg           |
| Campeonato Asiático |                      |                   |                  |
| Año                 | Lugar                | Medalla           | Categoría        |
| 2016                | Taskent (Uzbekistán) | Medalla de bronce | –60 kg           |
| 2019                | Fujairah (EAU)       | Medalla de oro    | –73 kg           |